# Tortone
Ne doit pas être confondu avec Tortonne.
Tortone (en italien : Tortona) est une ville italienne d'environ 27 600 habitants, située dans la province d'Alexandrie, dans la région piémontaise, au Nord-Ouest de l'Italie.

## Géographie
Située dans la partie sud-est du Piémont, à 20 km à l'est d'Alexandrie, proche de la frontière lombarde et de la ville de Voghera, Tortone s'est élevée sur la rive droite de la Scrivia. La ville est située à proximité des plus importants centres industriels d'Italie : Turin (100 km), la capitale de la région, Milan (77 km) et Gênes (50 km).
Parce que la ville s'étend sur sept collines, elle est parfois surnommée la petite Rome.

## Histoire
C'est, sous les Romains, une colonie florissante sous le nom de Dertona, et une des villes les plus importantes de la Regio IX Liguria.
Incendiée par Frédéric Barberousse après un siège de deux mois, du 13 février au 15 avril 1155, elle se relève et s'érige en république, grâce à l'aide des Milanais qui eurent une forte influence sur la ville.
En 1535, elle est donnée en dot à Christine de Danemark lors de son mariage avec François II Sforza, dernier duc de Milan. Devenue par remariage duchesse de Lorraine et de Bar, puis régente pour son fis Charles III de Lorraine, celle-ci est évincée de Lorraine par le roi de France Henri II. Elle se retire alors dans son douaire de Tortone où elle meurt en 1590.
Lors de la guerre de Trente Ans, la ville est prise par les troupes françaises en 1642. Elle est le théâtre d'affrontements pendant la guerre de Succession d'Espagne et, en 1734, lors de la guerre de Succession de Pologne, est prise par le marquis de Maillebois. Elle tombe en 1738 sous la dépendance des ducs de Savoie, mettant un terme à son appartenance pluriséculaire au monde milanais.
Elle est prise et reprise par les Français en 1796 et 1799 durant les guerres de la Révolution française. De 1805 à 1814, Tortone est le chef-lieu de l'arrondissement de Tortone, dans le département de Gênes, créé le 6 juin 1805 dans le cadre de la nouvelle organisation administrative mise en place par Napoléon Bonaparte en Italie et supprimée à la suite de la chute de l'Empire le 11 avril 1814.
Tortone revient à la maison de Savoie en 1814 et connaît une période de prospérité au cours de laquelle sont construits le théâtre civique (1838), la caserne des Carabiniers et les arcades de la Via Emilia.
Tortona possédait une grande noblesse locale, comme on peut le lire dans le Livre d'Or de la noblesse tortonaise (publié tous les trois ans chez Ettore Gallelli-éditeur).

## Sport

### Cyclisme
Tortone est notamment connue pour être liée à Fausto Coppi, un des plus grands coureurs de l'histoire, qui naquit à Castellania Coppi, un village dans le terroir de Tortone et qui avait l'habitude de s'entrainer sur les collines autour de la ville.
En plus, la ville est sur le parcours de « La Classicissima » Milan-San Remo et d'une autre course historique, la Milan-Tortone. Une première arrivée d'étape du Tour d'Italie s'est déroulée dans la ville piémontaise, c'était en 1989 avec le succès de Jesper Skibby lors de la 18e étape. En 2017, Tortone est ville d'arrivée de la 13e étape remportée par Fernando Gaviria.

### Football
Le Derthona Foot Ball Club 1908 est le principal club de la ville.

## Administration
| Période                                  | Période  | Identité                 | Étiquette               | Qualité |
| ---------------------------------------- | -------- | ------------------------ | ----------------------- | ------- |
| 2004                                     | 2009     | Francesco Marguati       | Centro-Destra           |         |
| 2009                                     | 2014     | Massimo Vittorio Berutti | Le Peuple de la Liberté |         |
| 2014                                     | 2019     | Gianluca Bardone         | Parti Démocrate         |         |
| 2019                                     | En cours | Federico Chiodi          | Ligue du Nord           |         |
| Les données manquantes sont à compléter. |          |                          |                         |         |

### Hameaux
Vho, Mombisaggio, Torre Calderai, Rivalta Scrivia, Torre Garofoli, Castellar Ponzano, Bettole di Tortona

### Communes limitrophes
Alessandria del Carretto, Bosco Marengo, Carbonara Scrivia, Carezzano, Castelnuovo Scrivia, Paderna, Pontecurone, Pozzolo Formigaro, Sale, Sarezzano, Spineto Scrivia, Viguzzolo, Villalvernia, Villaromagnano

### Jumelages
- Privas (France)
- Weilbourg (Allemagne)
- Zevenaar (Pays-Bas)
- Jiangyin (Chine)

## Monuments
- Sanctuaire Notre-Dame-de-la-Garde
- Cathédrale de Tortone

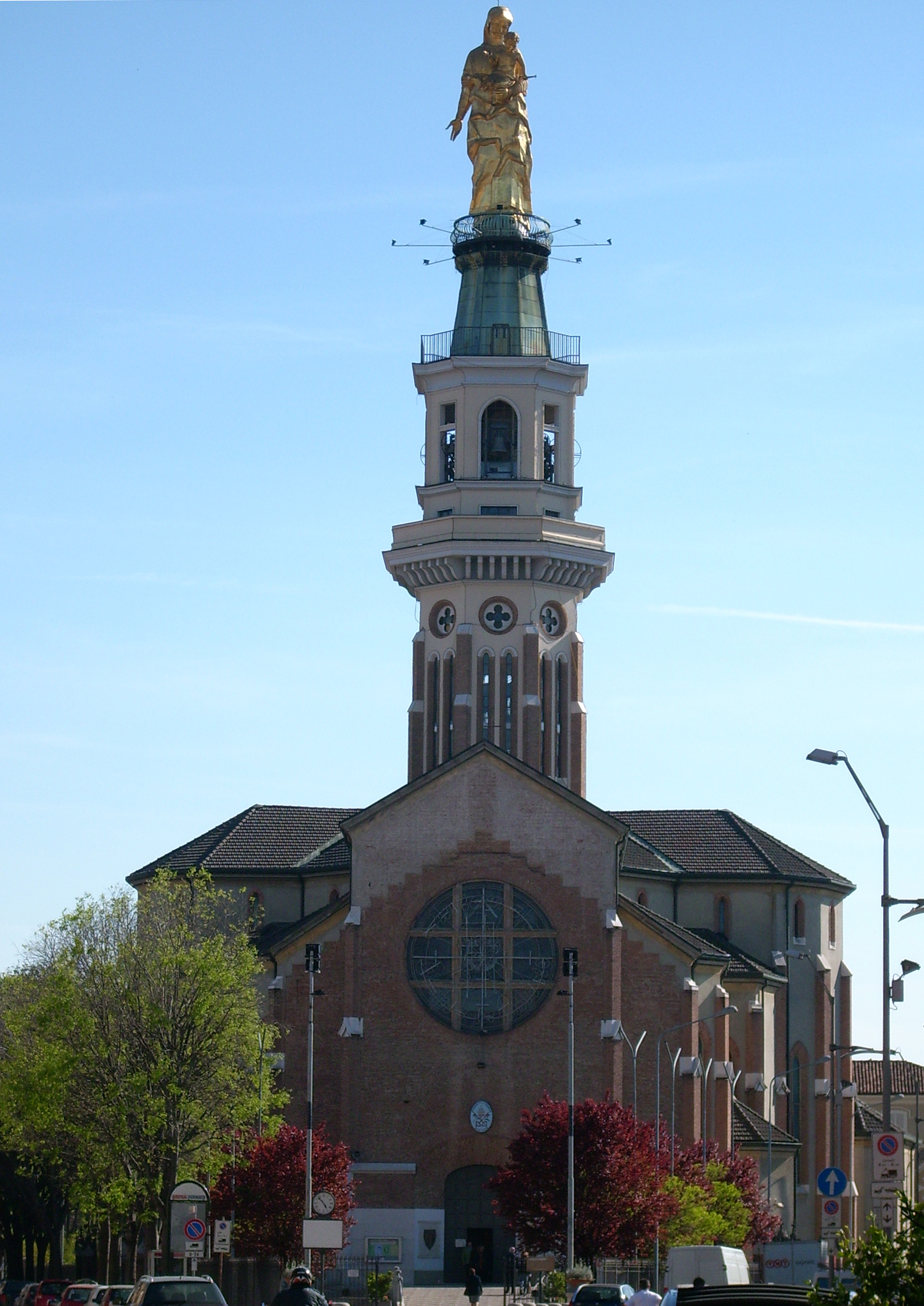
Sanctuaire Notre-Dame-de-la-Garde.
Rue de Tortona Vie Emilia.
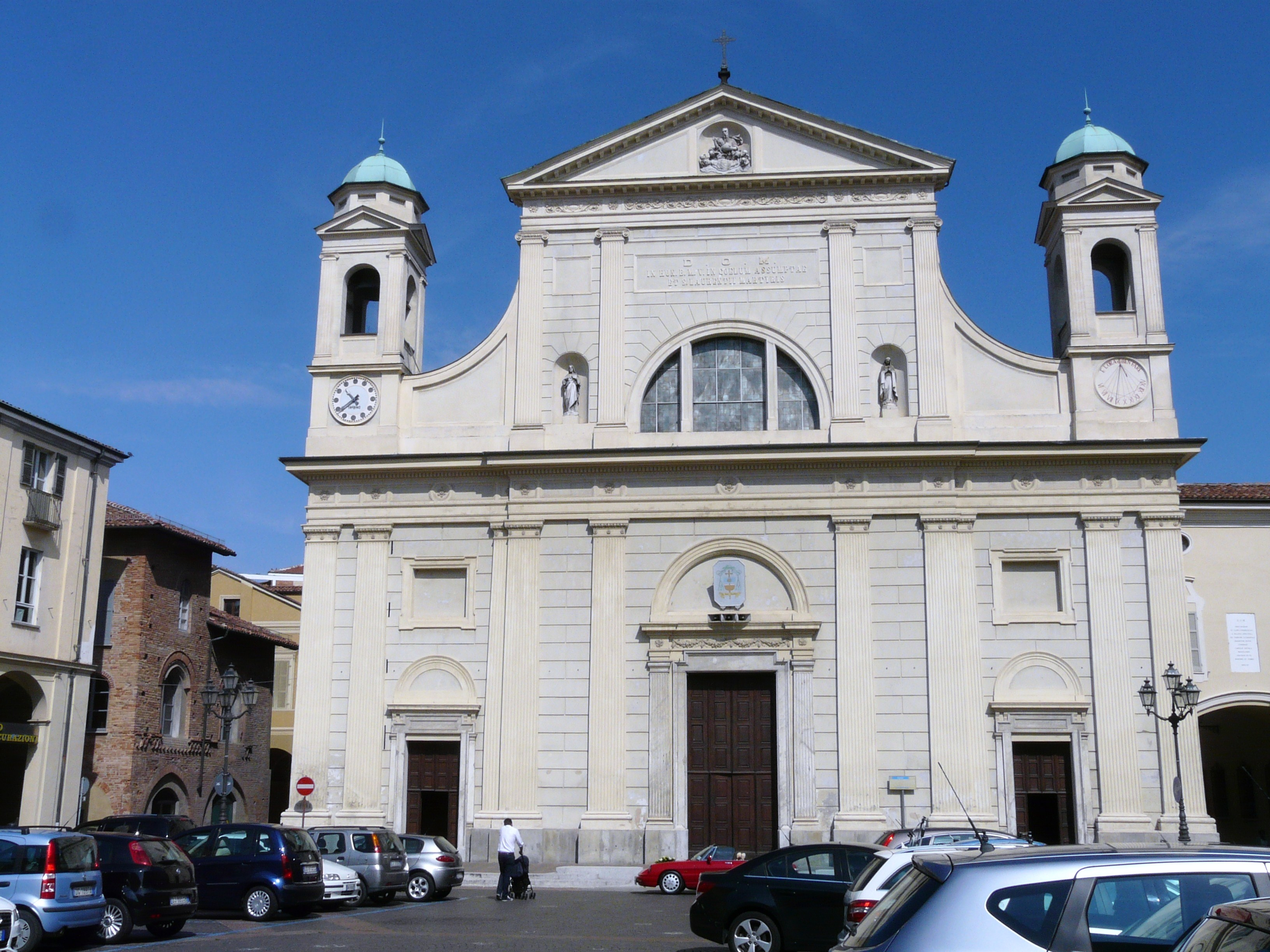
La Cathédrale de Tortone, Duomo.
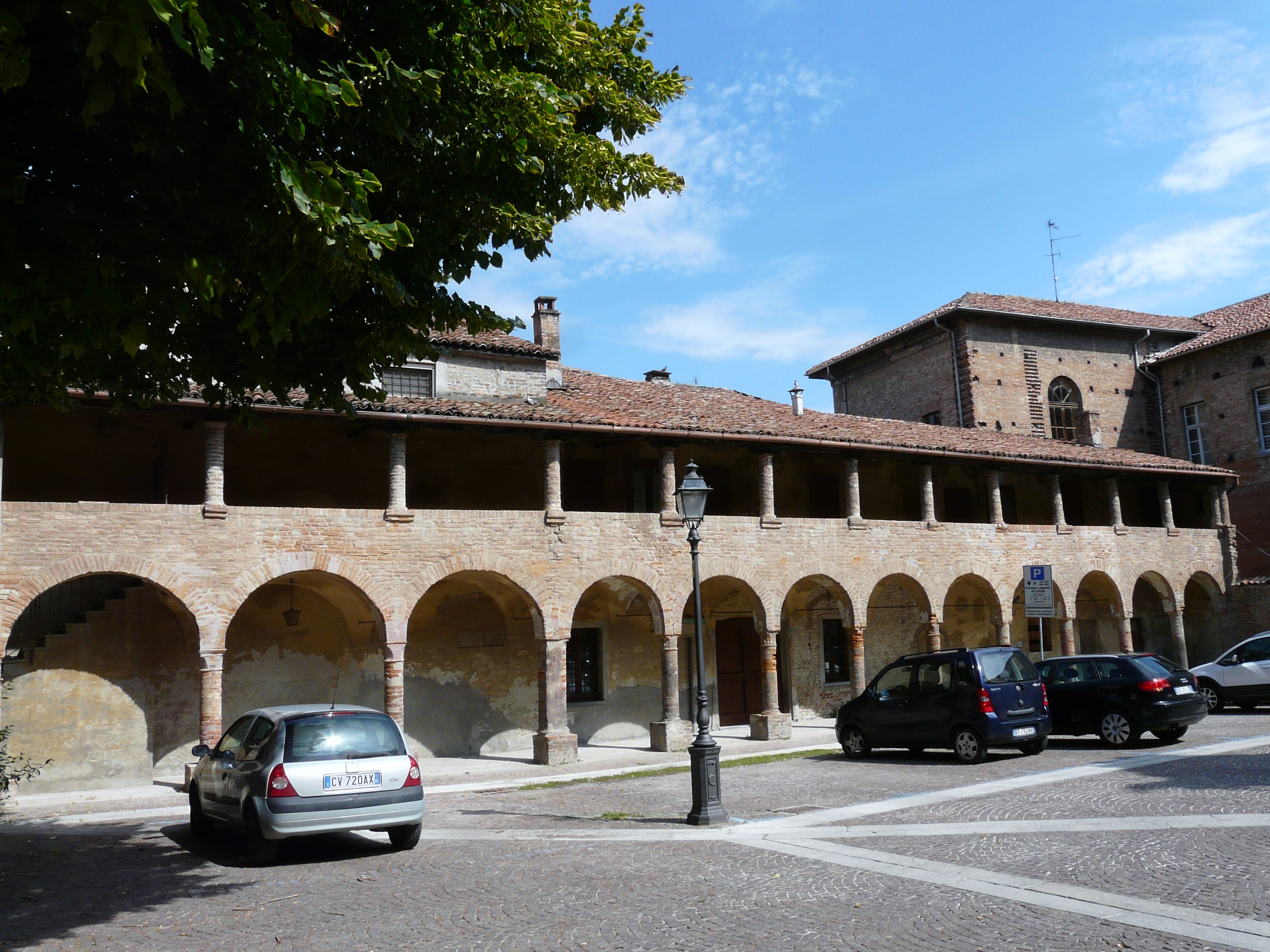
Chiostro dell'Annunziata dans le centre historique.
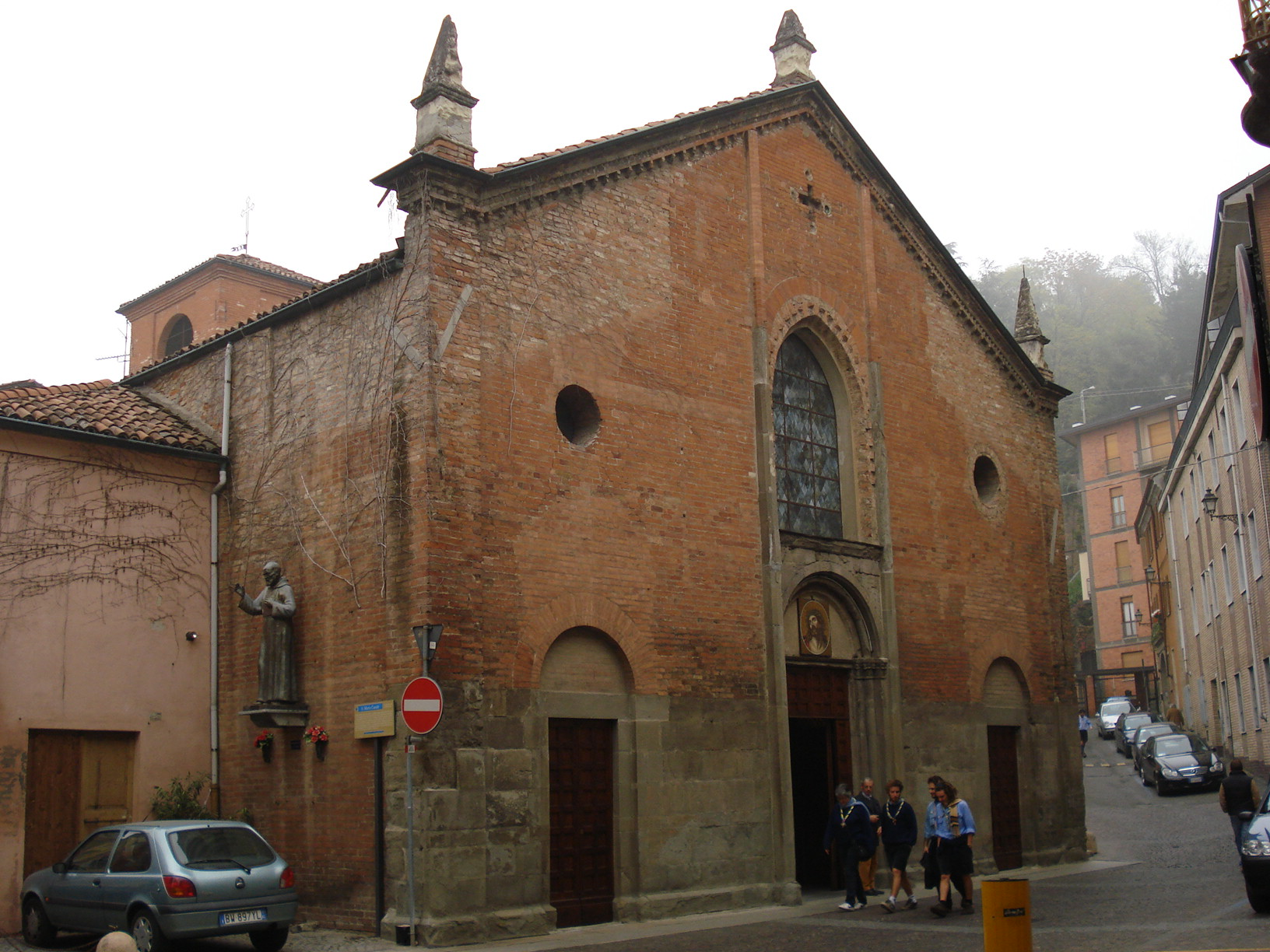
L'église plus ancienne de la ville, Santa Maria Canale.
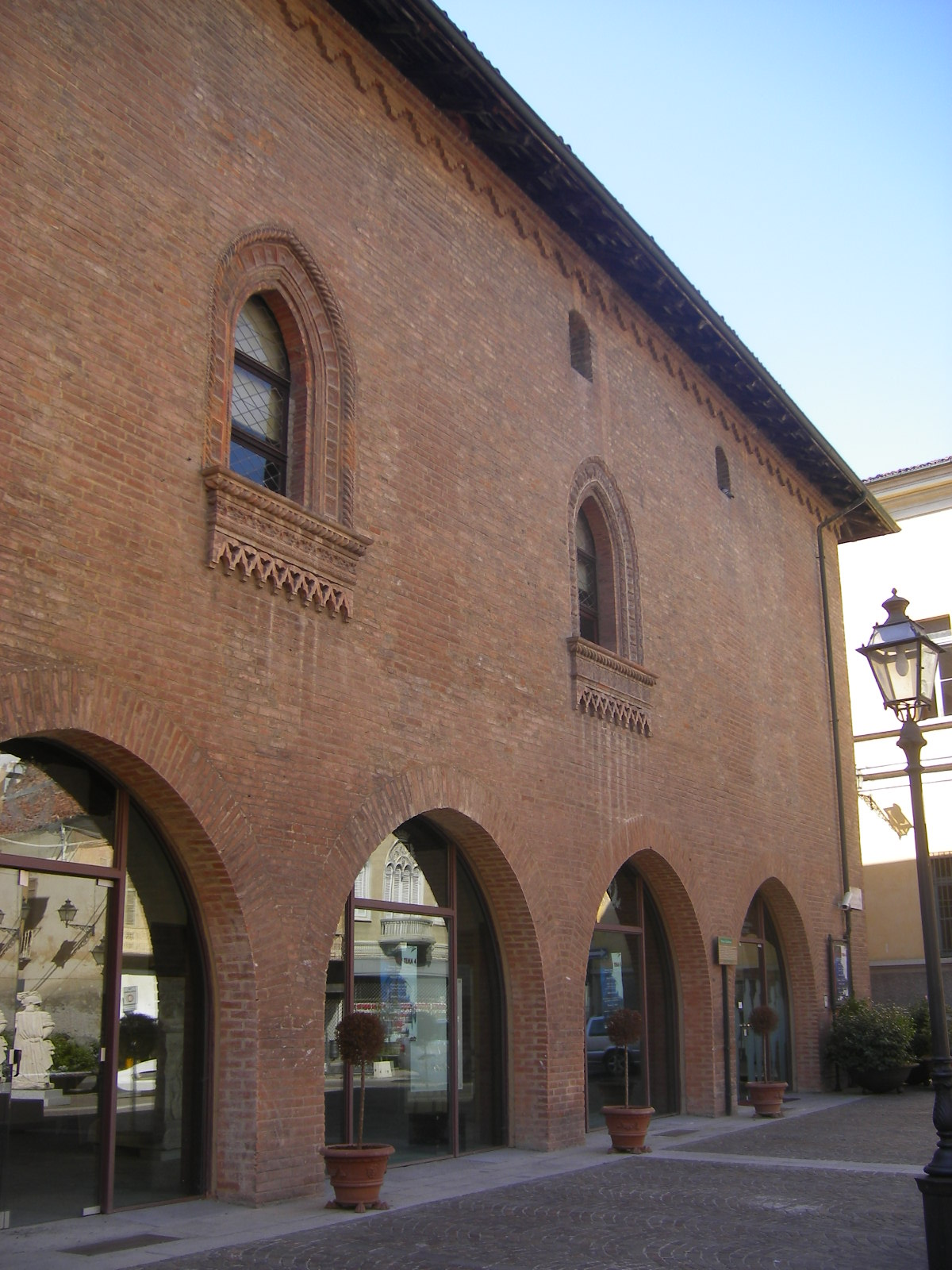
Palazzo Guidobono, un témoignage d'architecture médiévale.
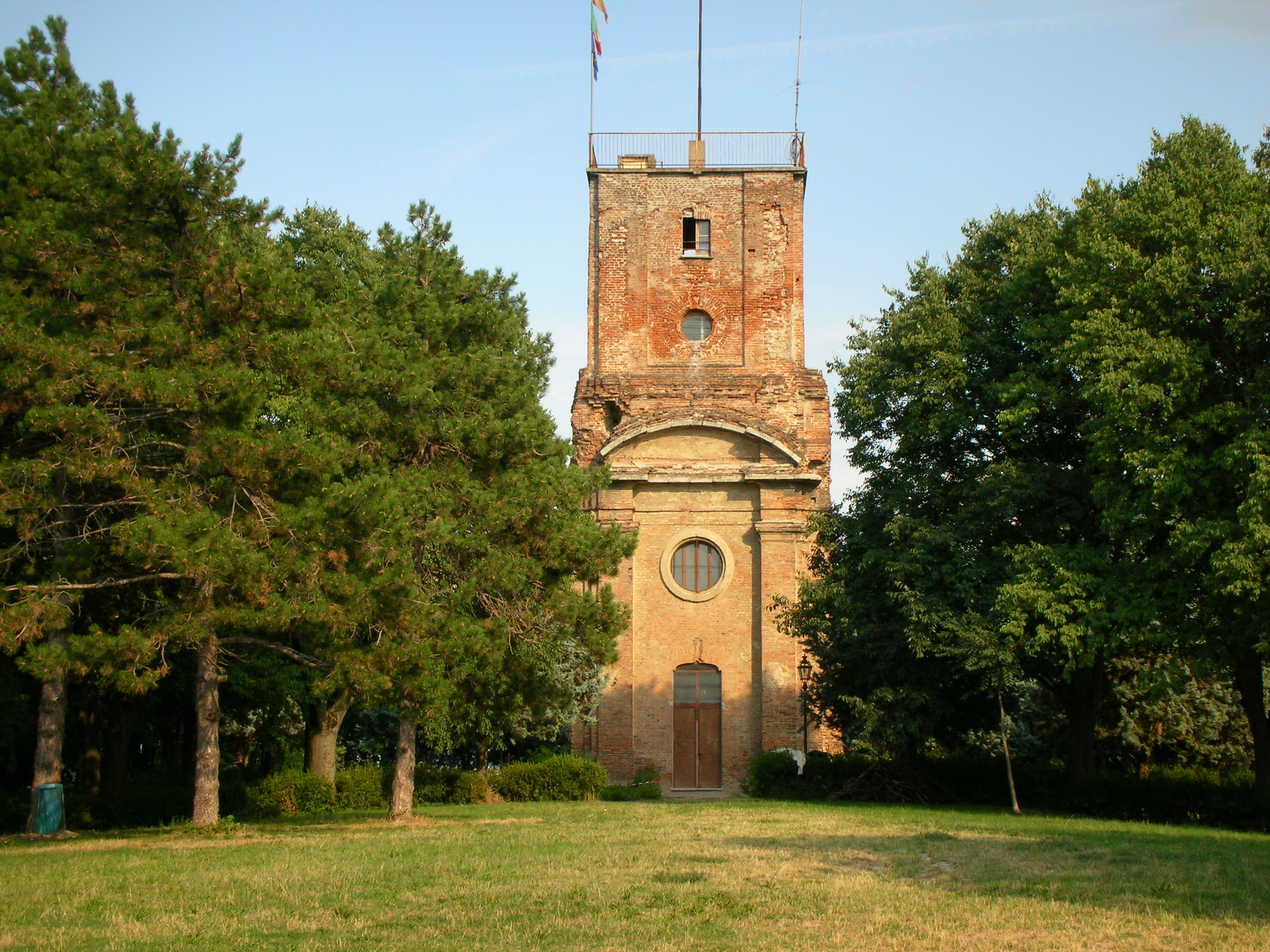
Restes du Château.
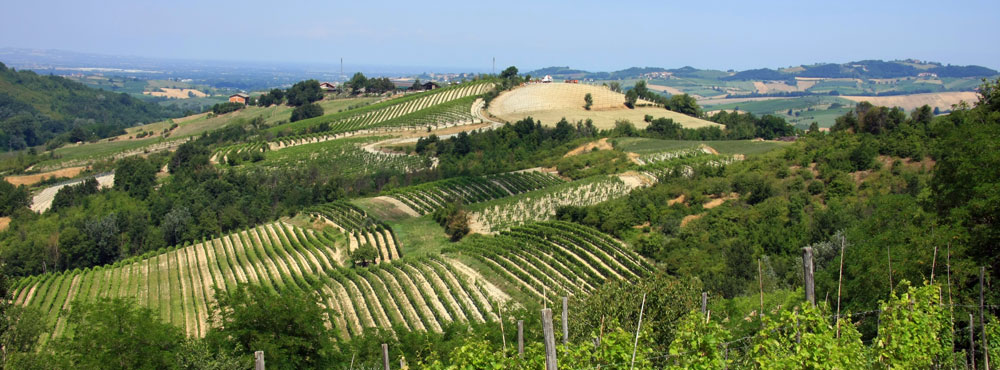
Vue du Colli Tortonesi.

## Personnalités

### Personnalités nées à Tortona
- Francesco Guidobono Cavalchini (1755-1828), cardinal.
- Cesare Saccaggi (1868-1934), peintre.
- Carlo Perosi (1868-1930), cardinal.
- Lorenzo Perosi (1872-1956), compositeur de musique sacrée (frère du précédent).
- Giovanni Cuniolo (1884-1955), coureur cycliste.
- Edoardo Zavattari (1883-1972), zoologiste.
- Alessandro Pier Guidi (1983-), pilote automobile.

### Personnalités liées à Tortone
- Christine de Danemark (1521-1590), douairière de la ville par son mariage avec François II Sforza, qui y finira ses jours.
- Paolo Arese (1574–1644) écrivain italien, évêque de Tortone.
- Louis Orione (1872-1940), saint de l'Église catholique. Son corps est conservé au Sanctuaire Notre-Dame-de-la-Garde à Tortone.
- Fausto Coppi (1919-1960), champion cycliste.

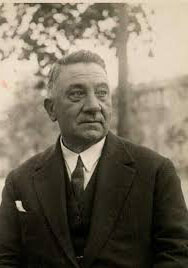
Cesare Saccaggi.
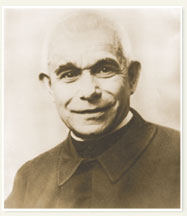
San Luigi Orione.
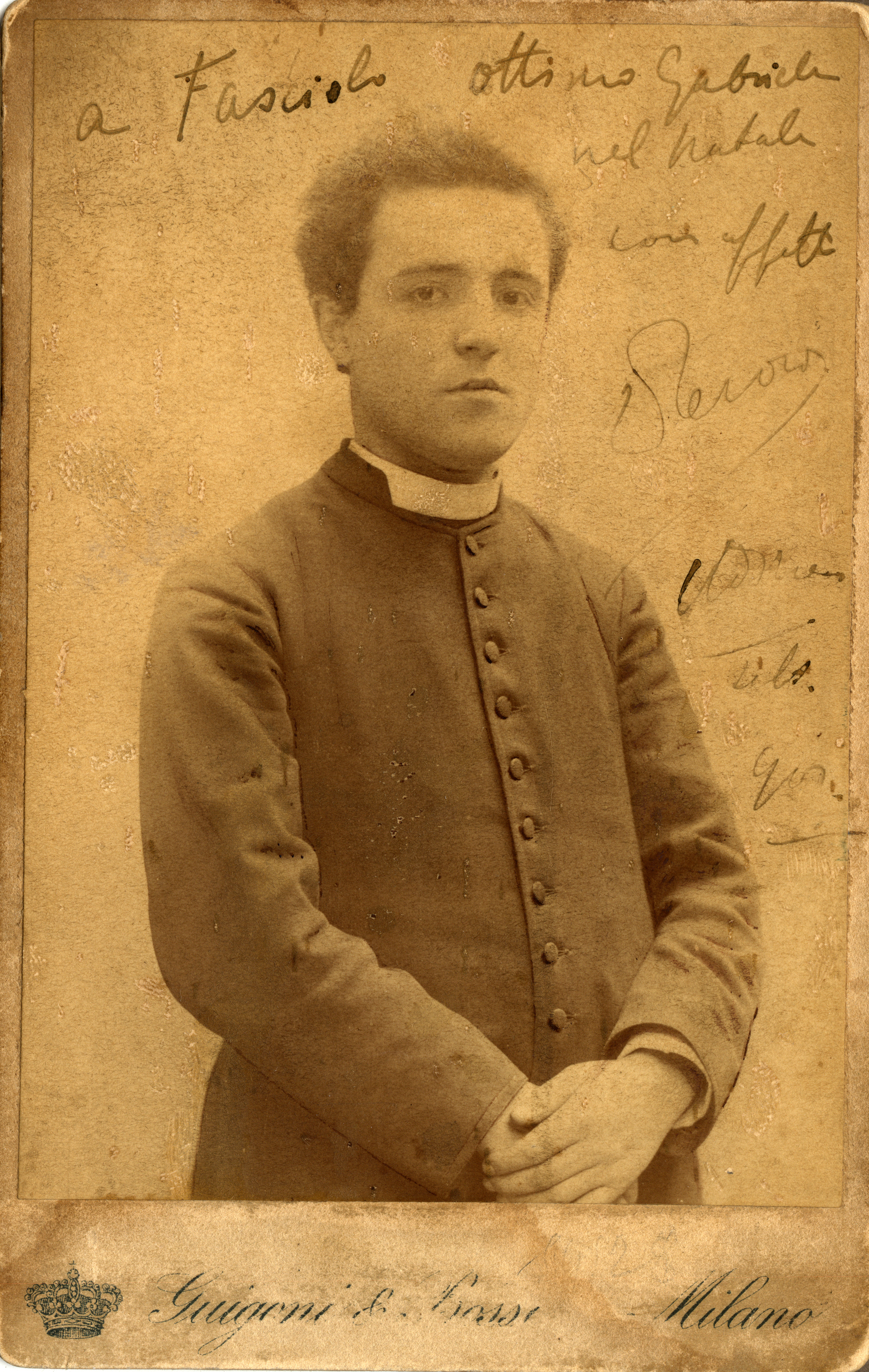
Don Lorenzo Perosi.